# بخش تگزاس (شهرستان کرافورد، اوهایو)
بخش تگزاس (به انگلیسی: Texas Township) یک منطقهٔ مسکونی در ایالات متحده آمریکا است که در شهرستان کرافورد، اوهایو واقع شده‌است.
 بخش تگزاس ۳۱٫۲ کیلومتر مربع مساحت و ۳۸۴ نفر جمعیت دارد و ۲۸۶ متر بالاتر از سطح دریا واقع شده‌است.